# Maja Pogorevc
Maja Pogorevc (31 de julio de 1996) es una deportista eslovena que compite en atletismo. Ganó una medalla de plata en los Juegos Mediterráneos de 2022, en la prueba de 4 × 400 m.